# Nishi (Nagoja)
Nishi (jap. 西区 Nishi-ku; dosł. zachodnia dzielnica) – jedna z 16 dzielnic Nagoi, stolicy prefektury Aichi. zielnica została założona 1 kwietnia 1908 roku jako jedna z pierwszych czterech dzielnic.
Położona w północno-zachodniej części miasta. Graniczy z dzielnicami: Kita, Naka i Nakamura, a także graniczy z podmiejskimi miasteczkami: Nishibiwajima, Shinkawa, Kiyosu, Haruhi, Nishiharu i Shikatsu. Dzielnicę przedzielają rzeki Shōnai (nad którą położony jest park Shōnai Ryokuchi), Hori i Shin. Przez dzielnicę przebiega linia metra Tsurumai z pięcioma przystankami zlokalizowanymi na terenie dzielnicy: Kami Otai, Shonai Ryokuchi Koen, Shonai-dori, Jōshin oraz Sengen-chō. Przez dzielnicę przebiega nowa miejska autostrada.
Pochodzi stąd gra pachinko, a w okolicach stacji metra Sengen-cho istnieje jej muzeum. W dzielnicy ma swą siedzibę Noritake Co, Ltd., przy której zlokalizowany jest Park Noritake, a także Pamiątkowe Muzeum Przemysłu i Technologii Toyoty.